# Lónyai-főcsatorna
A Lónyai-főcsatorna Berkesztől kiindulva a Nyírség vizeit gyűjti össze, és Gávavencsellő alatt vezeti a Tisza folyóba.

## Története
Az 1800-as évek közepéig – a lecsapolások előtti időkben a domborzati viszonyok sajátosságai miatt – a Nyírség legnagyobb része lefolyástalan volt.
A csapadékos időkben a homokdombok közötti mélyedésekben összegyűlt víz a terület nagy részén lehetetlenné tette a földek művelését.
A Nyírség birtokosai az 1800-as évek elején (1806) felvetették egy vízelvezető csatorna létesítését. Az első kedvező lépést a megvalósítás felé Kállay Miklós, Szabolcs vármegye alispánja tette meg azzal, hogy 1806-ban és az azt követő években közerővel úgynevezett vármegyei árkokat készíttetett a lefolyástalan, pangó vizek elvezetésére, összekötve a homokdombok közötti árkokat. Ezáltal lehetővé tette, hogy az árkok vizei – természetes esés következtében – északi irányba a nagyobb medencékbe folyjanak.
Ennek következményeként a nagyobb medencék vízszintje megemelkedett, s a terület vizenyősebbé vált. A területen élő birtokosok – földjeiket féltve – utat nyitottak a víznek az alsóbb medencék felé, aminek következtében a Nyírség vizei a Rétközre zúdultak.
A helyzet rendezésére 1879-ben alakult meg a Nyírvíz Szabályozó Társulat, s készült el a Nyírség vízszabályozásának terve.
A Lónyai-főcsatorna (fő ága) 1879-ben készült el. A főfolyások hossza 750 km volt, de a csatornahálózat végső kiépítése és befejezése csak 1939-ben történt meg.
A Lónyai-főcsatornába délről hat nagyobb és több kisebb csatorna torkollik:
- Kelet felől, a folyás irányába haladva a legkeletibb ága a Karász-Gyulaházi csatorna, ami a Kár-tavai csatornába folyik, s a Kár-tavai csatorna egyesül a Vajai-főfolyással.
- Máriapócsi-főfolyás
- Cseréstói-főfolyás (kisebb ág)
- Bogdányi-főfolyás (kisebb ág)
- Sényői-főfolyás
- Kállai-főfolyás
- Érpataki-főfolyás
- Simai-főfolyás

A Lónyai-főcsatorna hossza: 91 km.
A beletorkolló főfolyások hossza: Vajai főfolyás 47 km, Máriapócsi főfolyás 37 km, Bogdányi főfolyás 5 km, Sényői főfolyás 18 km, Kállai főfolyás 55 km, Érpataki főfolyás 46 km, Simai főfolyás 32 km hosszúságú.